# Marius Constantin
Marius Marcel Constantin (Brașov, 25 ottobre 1984) è un calciatore rumeno, difensore svincolato.

## Carriera

### Club
Dopo aver giocato nel Brașov, nel 2004 si trasferisce al Rapid Bucarest, con cui rimane fino al 2011 per poi tornarvi dopo una stagione al Vaslui.

### Nazionale
Conta 4 presenze con la Nazionale rumena.

## Palmarès

### Club

#### Competizioni nazionali
- Coppa di Romania: 3

Rapid Bucarest: 2005-2006, 2006-2007
U Craiova: 2020-2021
- Supercoppa di Romania: 3

Rapid Bucarest: 2007
Târgu Mureș: 2015
U Craiova: 2021
- Coppa della Cina: 1

Jiangsu Sainty: 2015